# Florinel Coman
Florinel Teodor Coman (pronuncia rumena [floriˈnel teoˈdor koˈman]; Brăila, 10 aprile 1998) è un calciatore rumeno, attaccante dell'Al-Gharafa e della nazionale rumena.

## Carriera

### Club
Il 3 febbraio 2025 viene acquistato, in prestito, dal Cagliari. Debutta ufficialmente con la nuova maglia sei giorni più tardi, alla 24ª giornata di Serie A contro il Parma: subentrato nella ripresa a Mattia Felici, dopo solo un minuto dal suo ingresso in campo firma il gol del raddoppio con un potente tiro dalla distanza che s'infila sotto l'incrocio dei pali, contribuendo alla vittoria casalinga dei rossoblù per 2-1.

### Nazionale
Nel giugno 2024 viene convocato dal CT Edward Iordănescu per il campionato d'Europa 2024 in Germania.

## Statistiche

### Presenze e reti nei club
Statistiche aggiornate al 9 febbraio 2025.
| Stagione                 | Squadra                  | Campionato               | Campionato | Campionato | Coppe nazionali | Coppe nazionali | Coppe nazionali | Coppe continentali | Coppe continentali | Coppe continentali | Altre coppe | Altre coppe | Altre coppe | Totale | Totale |
| Stagione                 | Squadra                  | Comp                     | Pres       | Reti       | Comp            | Pres            | Reti            | Comp               | Pres               | Reti               | Comp        | Pres        | Reti        | Pres   | Reti   |
| ------------------------ | ------------------------ | ------------------------ | ---------- | ---------- | --------------- | --------------- | --------------- | ------------------ | ------------------ | ------------------ | ----------- | ----------- | ----------- | ------ | ------ |
| 2014-2015                | Viitorul Costanza        | L1                       | 1          | 0          | CR+CdL          | 0               | 0               | -                  | -                  | -                  | -           | -           | -           | 1      | 0      |
| 2015-2016                | Viitorul Costanza        | L1                       | 10         | 0          | CR+CdL          | 1+0             | 0               | -                  | -                  | -                  | -           | -           | -           | 11     | 0      |
| 2016-2017                | Viitorul Costanza        | L1                       | 28         | 6          | CR+CdL          | 0+0             | 0               | -                  | -                  | -                  | -           | -           | -           | 28     | 6      |
| 2017-gen. 2018           | Viitorul Costanza        | L1                       | 5          | 0          | CR+CdL          | 0+0             | 0               | UCL+UEL            | 2+0                | 0+0                | -           | -           | -           | 7      | 0      |
| Totale Viitorul Costanza | Totale Viitorul Costanza | Totale Viitorul Costanza | 44         | 6          |                 | 1               | 0               |                    | 2                  | 0                  |             | -           | -           | 47     | 6      |
| 2017-2018                | FCSB                     | L1                       | 20         | 3          | CR              | 2               | 0               | UCL+UEL            | 0+8                | 0+1                | -           | -           | -           | 30     | 4      |
| 2018-2019                | FCSB                     | L1                       | 35         | 11         | CR              | 0               | 0               | UEL                | 3                  | 1                  | -           | -           | -           | 38     | 12     |
| 2019-2020                | FCSB                     | L1                       | 28         | 12         | CR              | 4               | 1               | UEL                | 8                  | 2                  | -           | -           | -           | 40     | 15     |
| 2020-2021                | FCSB                     | L1                       | 19         | 1          | CR              | 1               | 0               | UEL                | 2                  | 1                  | -           | -           | -           | 22     | 2      |
| 2021-2022                | FCSB                     | L1                       | 19         | 0          | CR              | 0               | 0               | UECL               | 2                  | 1                  | -           | -           | -           | 21     | 1      |
| 2022-2023                | FCSB                     | L1                       | 35         | 8          | CR              | 1               | 0               | UECL               | 8                  | 2                  | -           | -           | -           | 44     | 10     |
| 2023-2024                | FCSB                     | L1                       | 34         | 18         | CR              | 0               | 0               | UECL               | 4                  | 1                  | -           | -           | -           | 38     | 19     |
| Totale FCSB              | Totale FCSB              | Totale FCSB              | 190        | 53         |                 | 8               | 1               |                    | 35                 | 9                  |             | -           | -           | 233    | 63     |
| 2024-feb. 2025           | Al-Gharafa               | QSL                      | 12         | 3          | QSC+EQC         | 0+0             | 0+0             | ACL                | 7                  | 0                  | CQ          | 0           | 0           | 19     | 3      |
| feb.-giu. 2025           | Cagliari                 | A                        | 9          | 1          | CI              | -               | -               | -                  | -                  | -                  | -           | -           | -           | 9      | 1      |
| Totale carriera          | Totale carriera          | Totale carriera          | 255        | 63         |                 | 9               | 1               |                    | 44                 | 9                  | -           | -           | -           | 300    | 73     |

### Cronologia presenze e reti in nazionale
| Cronologia completa delle presenze e delle reti in nazionale ― Romania | Cronologia completa delle presenze e delle reti in nazionale ― Romania | Cronologia completa delle presenze e delle reti in nazionale ― Romania | Cronologia completa delle presenze e delle reti in nazionale ― Romania | Cronologia completa delle presenze e delle reti in nazionale ― Romania | Cronologia completa delle presenze e delle reti in nazionale ― Romania | Cronologia completa delle presenze e delle reti in nazionale ― Romania | Cronologia completa delle presenze e delle reti in nazionale ― Romania |
| Data                                                                   | Città                                                                  | In casa                                                                | Risultato                                                              | Ospiti                                                                 | Competizione                                                           | Reti                                                                   | Note                                                                   |
| ---------------------------------------------------------------------- | ---------------------------------------------------------------------- | ---------------------------------------------------------------------- | ---------------------------------------------------------------------- | ---------------------------------------------------------------------- | ---------------------------------------------------------------------- | ---------------------------------------------------------------------- | ---------------------------------------------------------------------- |
| 12-10-2019                                                             | Tórshavn                                                               | Fær Øer                                                                | 0 – 3                                                                  | Romania                                                                | Qual. Euro 2020                                                        | -                                                                      | 69’                                                                    |
| 15-11-2019                                                             | Bucarest                                                               | Romania                                                                | 0 – 2                                                                  | Svezia                                                                 | Qual. Euro 2020                                                        | -                                                                      | 57’                                                                    |
| 18-11-2019                                                             | Madrid                                                                 | Spagna                                                                 | 5 – 0                                                                  | Romania                                                                | Qual. Euro 2020                                                        | -                                                                      | 56’                                                                    |
| 7-9-2020                                                               | Vienna                                                                 | Austria                                                                | 2 – 3                                                                  | Romania                                                                | UEFA Nations League 2020-2021 - 1º turno                               | -                                                                      |                                                                        |
| 25-3-2021                                                              | Bucarest                                                               | Romania                                                                | 3 – 2                                                                  | Macedonia del Nord                                                     | Qual. Mondiali 2022                                                    | -                                                                      | 14’                                                                    |
| 16-6-2023                                                              | Pristina                                                               | Kosovo                                                                 | 0 – 0                                                                  | Romania                                                                | Qual. Euro 2024                                                        | -                                                                      | 62’                                                                    |
| 19-6-2023                                                              | Lucerna                                                                | Svizzera                                                               | 2 – 2                                                                  | Romania                                                                | Qual. Euro 2024                                                        | -                                                                      | 58’                                                                    |
| 9-9-2023                                                               | Bucarest                                                               | Romania                                                                | 1 – 1                                                                  | Israele                                                                | Qual. Euro 2024                                                        | -                                                                      | 56’                                                                    |
| 12-9-2023                                                              | Bucarest                                                               | Romania                                                                | 2 – 0                                                                  | Kosovo                                                                 | Qual. Euro 2024                                                        | -                                                                      | 71’                                                                    |
| 15-10-2023                                                             | Bucarest                                                               | Romania                                                                | 4 – 0                                                                  | Andorra                                                                | Qual. Euro 2024                                                        | 1                                                                      |                                                                        |
| 18-11-2023                                                             | Felcsút                                                                | Israele                                                                | 1 – 2                                                                  | Romania                                                                | Qual. Euro 2024                                                        | -                                                                      | 65’ 71’                                                                |
| 21-11-2023                                                             | Bucarest                                                               | Romania                                                                | 1 – 0                                                                  | Svizzera                                                               | Qual. Euro 2024                                                        | -                                                                      | 72’                                                                    |
| 22-3-2024                                                              | Bucarest                                                               | Romania                                                                | 1 – 1                                                                  | Irlanda del Nord                                                       | Amichevole                                                             | -                                                                      | 62’                                                                    |
| 4-6-2024                                                               | Bucarest                                                               | Romania                                                                | 0 – 0                                                                  | Bulgaria                                                               | Amichevole                                                             | -                                                                      | 61’                                                                    |
| 7-6-2024                                                               | Bucarest                                                               | Romania                                                                | 0 – 0                                                                  | Liechtenstein                                                          | Amichevole                                                             | -                                                                      | 65’                                                                    |
| 17-6-2024                                                              | Monaco di Baviera                                                      | Romania                                                                | 3 – 0                                                                  | Ucraina                                                                | Euro 2024 - 1º turno                                                   | -                                                                      | 62’                                                                    |
| 26-6-2024                                                              | Francoforte sul Meno                                                   | Slovacchia                                                             | 1 – 1                                                                  | Romania                                                                | Euro 2024 - 1º turno                                                   | -                                                                      | 58’                                                                    |
| 6-9-2024                                                               | Pristina                                                               | Kosovo                                                                 | 0 – 3                                                                  | Romania                                                                | UEFA Nations League 2024-2025 - 1º turno                               | -                                                                      | 78’                                                                    |
| 15-10-2024                                                             | Kaunas                                                                 | Lituania                                                               | 1 – 2                                                                  | Romania                                                                | UEFA Nations League 2024-2025 - 1º turno                               | -                                                                      | 72’ 90+3’                                                              |
| 18-11-2024                                                             | Bucarest                                                               | Romania                                                                | 4 – 1                                                                  | Cipro                                                                  | UEFA Nations League 2024-2025 - 1º turno                               | 1                                                                      | 67’                                                                    |
| Totale                                                                 |                                                                        | Presenze                                                               | 20                                                                     |                                                                        | Reti                                                                   | 2                                                                      |                                                                        |

## Palmarès

### Club

#### Competizioni nazionali
- Campionato rumeno: 2

Viitorul Costanza: 2016-2017
FCSB: 2023-2024
- Coppa di Romania: 1

FCSB: 2019-2020

### Individuale
- Capocannoniere della Liga I: 1

2023-2024 (18 gol, a pari merito con Philip Otele)